# Тільки в янголів є крила
«Тільки в янголів є крила» (англ. Only Angels Have Wings) — драма режисера Говарда Гоукса, яка вийшла у 1939 році.

## Сюжет
Джефф Картер — головний пілот і менеджер Barranca Airways, невеликої, ледь платоспроможної компанії, що належить «голландцю» Ван Руйтеру. Джефф Картер перевозить авіапошту з вигаданого південноамериканського портового міста Барранка через високий прохід в Анди. Бонні Лі, піаністка, приїжджає до Барранки на банановому човні одного дня. Бонні захоплюється Джеффом, попри його фаталістичне ставлення до небезпечного польоту, і залишається в Барранці.

## У ролях
- Кері Ґрант — Джефф Картер
- Джин Артур — Бонні Лі
- Річард Бартелмесс — Бет Макферсон
- Ріта Гейворт — Джуді Макферсон
- Томас Мітчелл — «Малюк» Дабб

## Нагороди та відзнаки
Рой Девідсон (фотографічні ефекти) та Едвін К. Ган (звук) номінувалися на премію «Оскар» за Найкращі спецефекти на 12-й церемонії нагородження (1940).

## Критика
Фільм не проходить тест Бекдел.